# Ozothrips eurytis
Ozothrips eurytis är en insektsart som beskrevs av Laurence A. Mound och Palmer 1983. Ozothrips eurytis ingår i släktet Ozothrips och familjen rörtripsar. Inga underarter finns listade i Catalogue of Life.